# Route nationale 3A (Vietnam)
Pour les articles homonymes, voir Route 3A.
La route nationale 3 (vietnamien : Quốc lộ 3, sigle QL.3) est une route nationale au Viêt Nam.

## Parcours
Longue de 366 km, la route nationale 3, part du pont de Duong a Hanoi, traverse les provinces: Hanoi, Thái Nguyên, Bắc Kạn, Cao Bằng et se termine au poste frontière de Ta Lung dans le district de Quảng Hòa dans la province de Cao Bằng.
La route continue ensuite en république populaire de Chine sous le nom de S210 dans la région autonome du Guangxi.